# Figue de mer
Microcosmus sabatieri
Pour les articles homonymes, voir Figue (homonymie).
Espèce
La figue de mer ou violet est une espèce d'ascidies stolidobranches comestible des eaux côtières méditerranéennes.
Ces animaux, ressemblant superficiellement à des éponges, ne possèdent pas de vertèbres mais leurs larves présentent des traits communs avec les vertébrés ce qui a conduit leur classement dans un groupe commun : les « chordés ».
M. sabatieri peut facilement être confondue avec d'autres espèces du genre Microcosmus ou des tuniciers d'autres familles, d'autant que ces animaux vivent souvent cachés et couverts d'organismes exogènes.

## Description et caractéristiques

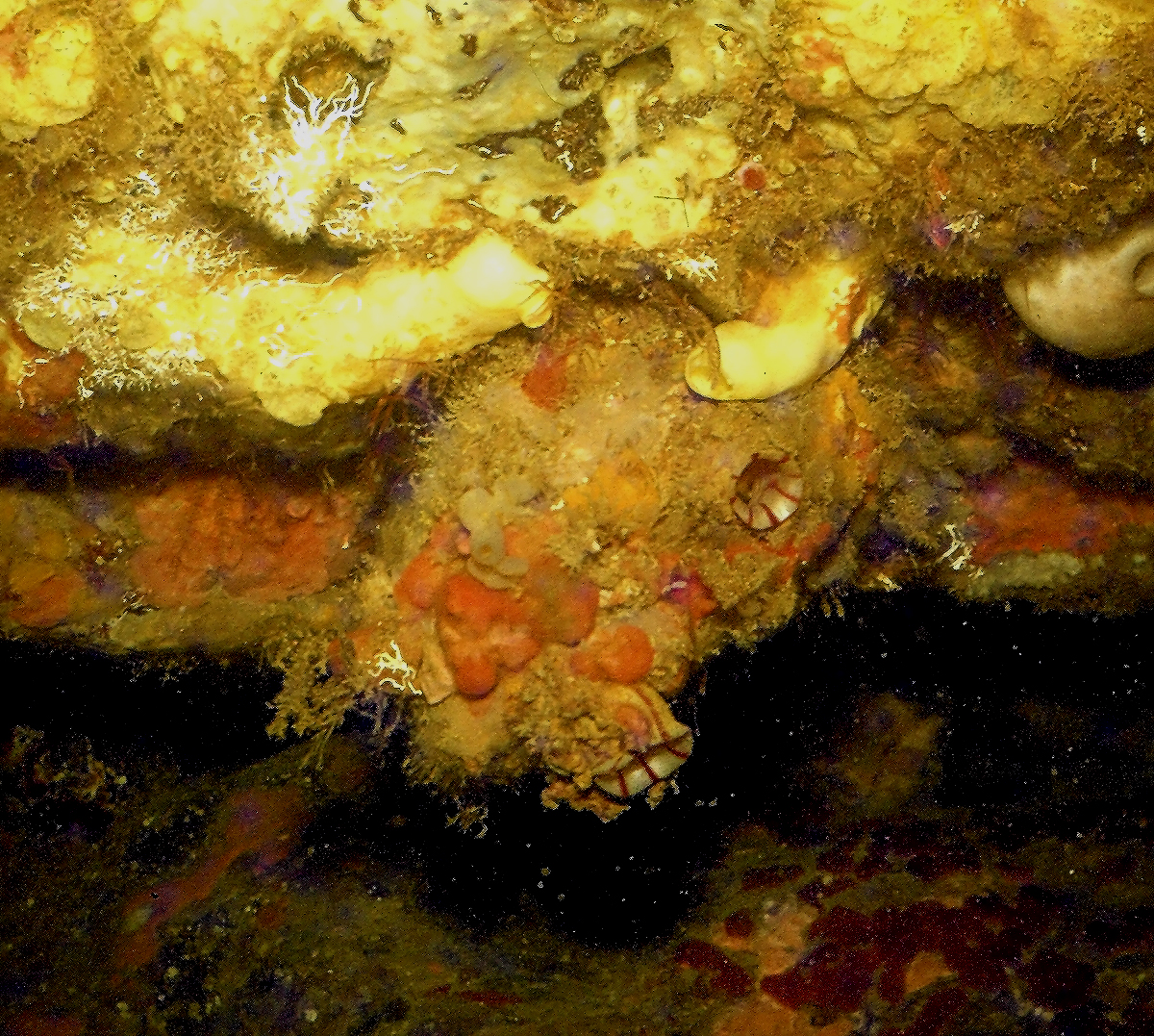
Figue de mer (Microcosmus sabatieri)
recouverte de végétaux,
trahie par la présence de ses 2 siphons
(inhalant et exhalant).

C'est une grosse ascidie, pouvant dépasser 10 cm à l'âge adulte. Le corps est en forme d'outre, souvent recouvert d'épibiontes (algues et organismes fixés), d'où son nom scientifique (Microcosmus, « petit monde »). Le tégument (« tunique ») est épais et la chair jaune vif, avec un orifice buccal (siphon inhalant) à une extrémité, et un orifice anal (siphon exhalant) au milieu du corps : tous deux sont  marqués de huit stries roses. Les violets vivent fixés au substrat par la partie postérieure.

## Biologie et écologie
La figue de mer vit fixée sur des roches et des coquilles mortes (seule la larve est mobile). Elle se nourrit en filtrant l'eau de mer.

## Synonymie
La « figue de mer » est aussi le nom vernaculaire donné aux espèces du genre Carpobrotus, des plantes de la famille des Aizoaceae.

## Autres noms
Chez les poissonniers de Méditerranée, le violet est vendu sous les noms suivants :
- Vioulet ou Viourlet
- Biju ou Bijut ou Bichu
- Patate de mer
- Strunsi di mare (Ligurie)
- Limone di mare (« citron de mer », Italie)
- Tartufo di mare (« truffe de mer », Italie)
- Spuenze (Italie)
- Morsko jaje (litt. « œuf de mer » - Croatie)

## Gastronomie
Toutes les espèces du genre Microcosmus sont comestibles mais c'est principalement M. sabatieri qui est commercialisée. Le violet méditerranéen est consommé cru, souvent avec un condiment acide (jus de citron ou vinaigre à l'échalote). Le goût très fortement iodé ne convient pas à tous les palais.

### Europe méditerranéenne
Les violets sont essentiellement appréciés — à cause de leur fort goût iodé — dans les pays de la Méditerranée septentrionale. La saison de cueillette commence en avril et se poursuit jusqu'à l'automne. Ils sont généralement dégustés fraîchement coupés et vendus sur des marchés, ou à l’étal de forains jouxtant les plages.
Il existe une recette plus élaborée : l'omelette de violets. Celle-ci se fait à base de leur chair battue en mousse, à laquelle on ajoute ou non une persillade à l'ail.

### Hors d'Europe

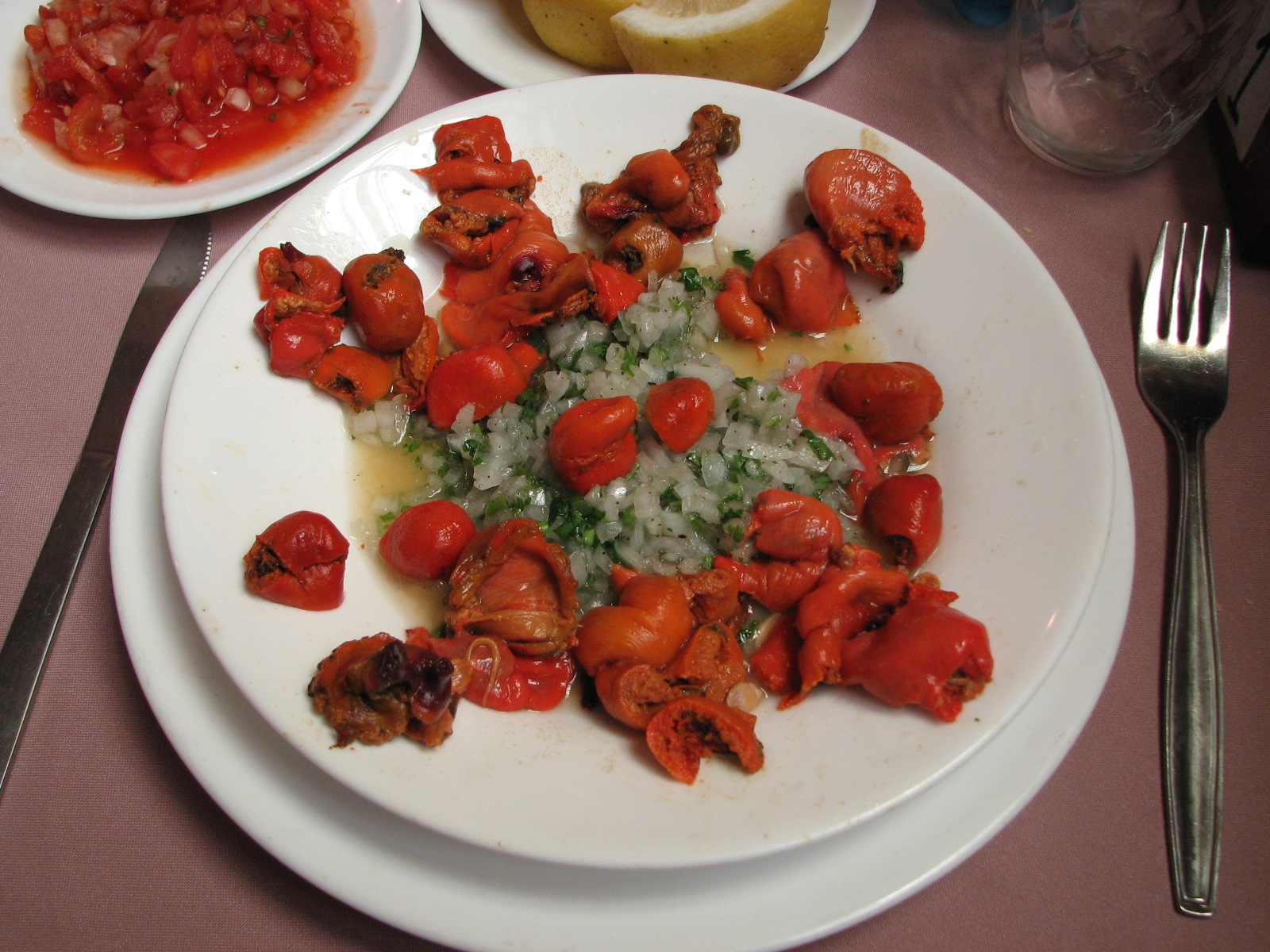
Une assiette de piure au marché de Valparaíso

En Corée, on consomme un tunicier au goût similaire (Styela clava), appelé mideodeok (미더덕). De très petite taille (un centimètre), il est ajouté entier dans certaines recettes de soupe ; il faut alors pour extraire la chair croquer puis recracher la tunique.
L'espèce Pyura chilensis, connue au Chili sous le nom de piure, est très appréciée dans ce pays. On la sert crue, avec beaucoup d'oignons hachés et du jus de citron.